# Хавортия
Хавортия (лат. Haworthia) — род карликовых суккулентных травянистых растений семейства Асфоделовые (Asphodeloideae). Многие виды культивируются как комнатные растения.

## Название
Родовое латинское (научное) название Haworthia дано в честь английского ботаника и энтомолога Адриана Хэуорта (1767—1833).

## Описание
Листья по большей части мясистые, тёмно-зелёные, образуют розетки, расположены либо на уровне почвы, либо на немного возвышающемся коротком стебле. Некоторые виды внешне напоминают виды рода Молодило. У многих видов на верхушках листьев расположены прозрачные участки — окошки, позволяющие свету проникать вглубь тканей. У отдельных видов хавортий листья покрыты белыми бородавчатыми бугорками, похожими на застывшую сахарную глазурь. Края листьев могут быть ровными, с зубчиками, «ресничками», длинными остинками. Нередко растения продуцируют большое количество боковых побегов, образуя плотные подушкообразные дерники. Цветки маленькие, белые, очень похожи у разных видов.

## Распространение
Природный ареал: ЮАР (Капская провинция и Фри-Стейт). Все виды рода Хавортия растут в засушливых местностях, предпочитая тенистые места, например, под кустарниками, в траве, под прикрытием камней. Некоторые почти полностью скрыты в почве, на поверхности видны только плоские верхушки листьев с прозрачными окошками.

## Систематика
Недавние филогенетические исследования показали, что традиционные подразделения этого рода на самом деле относительно не связаны между собой. В знак признания полифилетического характера рода Хавортия, некоторые его виды были помещены в роды Хавортиопсис и Тулиста.
Ботаники давно заметили различия в цветках трех подродов, но ранее считали эти различия несущественными, хотя различия между видами одного и того же подрода определенно есть. Корни, листья и розетки действительно демонстрируют некоторые родовые различия, в то время как даже внутри одного вида встречаются широкие вариации.

## Таксономия
Haworthia Duval, Pl. Succ. Horto Alencon.: 7 (1809), nom. cons.

### Синонимы
Гомотипные (основанные на одном и том же номенклатурном типе):
- Apicra Willd. (1811), nom. illeg.

Гетеротипные (основанные на разных номенклатурных типах):
- × Apworthia Poelln. (1943)
- Catevala Medik. (1786)
- Kumaria Raf. (1840)

### Виды
Подтвержденные виды по данным сайта Plants of the World Online на 2022 год:
- Haworthia akaonii M.Hayashi
- Haworthia angustifolia Haw.
- Haworthia ao-onii M.Hayashi
- Haworthia arachnoidea (L.) Duval
- Haworthia aristata Haw.
- Haworthia bayeri J.D.Venter & S.A.Hammer
- Haworthia blackburniae W.F.Barker
- Haworthia bolusii Baker
- Haworthia caesia M.Hayashi
- Haworthia calva M.Hayashi
- Haworthia chloracantha Haw.
- Haworthia compacta (Triebner) Breuer
- Haworthia cooperi Baker
- Haworthia cymbiformis (Haw.) Duval
- Haworthia decipiens Poelln.
- Haworthia diaphana M.Hayashi
- Haworthia dura M.Hayashi
- Haworthia elizeae Breuer
- Haworthia emelyae Poelln.
- Haworthia ernstii M.Hayashi
- Haworthia floribunda Poelln.
- Haworthia fukuyae M.Hayashi
- Haworthia grenieri Breuer
- Haworthia heidelbergensis G.G.Sm.
- Haworthia herbacea (Mill.) Stearn
- Haworthia lockwoodii Archibald
- Haworthia maculata (Poelln.) M.B.Bayer
- Haworthia magnifica Poelln.
- Haworthia maraisii Poelln.
- Haworthia marumiana Uitewaal
- Haworthia mirabilis (Haw.) Haw.
- Haworthia mollis M.Hayashi
- Haworthia monticola Fourc.
- Haworthia mucronata Haw.
- Haworthia mutica Haw.
- Haworthia nortieri G.G.Sm.
- Haworthia outeniquensis M.B.Bayer
- Haworthia parksiana Poelln.
- Haworthia pubescens M.B.Bayer
- Haworthia pulchella M.B.Bayer
- Haworthia pygmaea Poelln.
- Haworthia regina M.Hayashi
- Haworthia reticulata (Haw.) Haw.
- Haworthia retusa (L.) Duval
- Haworthia rossouwii Poelln.
- Haworthia sapphaia M.Hayashi
- Haworthia semiviva (Poelln.) M.B.Bayer
- Haworthia springbokvlakensis C.L.Scott
- Haworthia subularis M.Hayashi
- Haworthia transiens (Poelln.) M.Hayashi
- Haworthia truncata Schönland
- Haworthia turgida Haw.
- Haworthia variegata L.Bolus
- Haworthia veltina — [[M.Hayashi]]
- Haworthia villosa M.Hayashi
- Haworthia vitris M.Hayashi
- Haworthia vlokii M.B.Bayer
- Haworthia wittebergensis W.F.Barker
- Haworthia zantneriana Poelln.

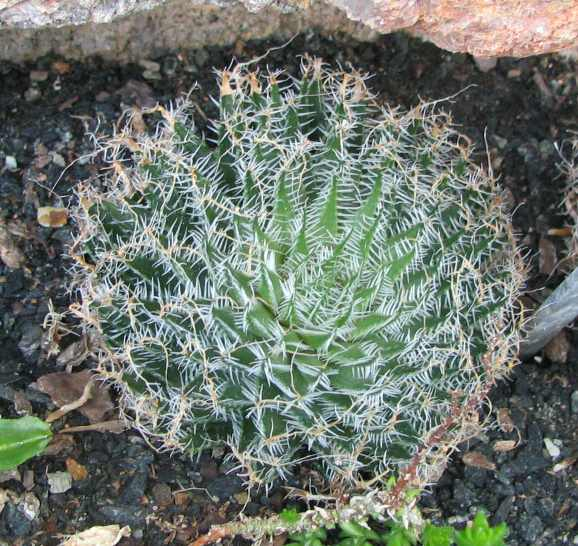
Haworthia arachnoidea
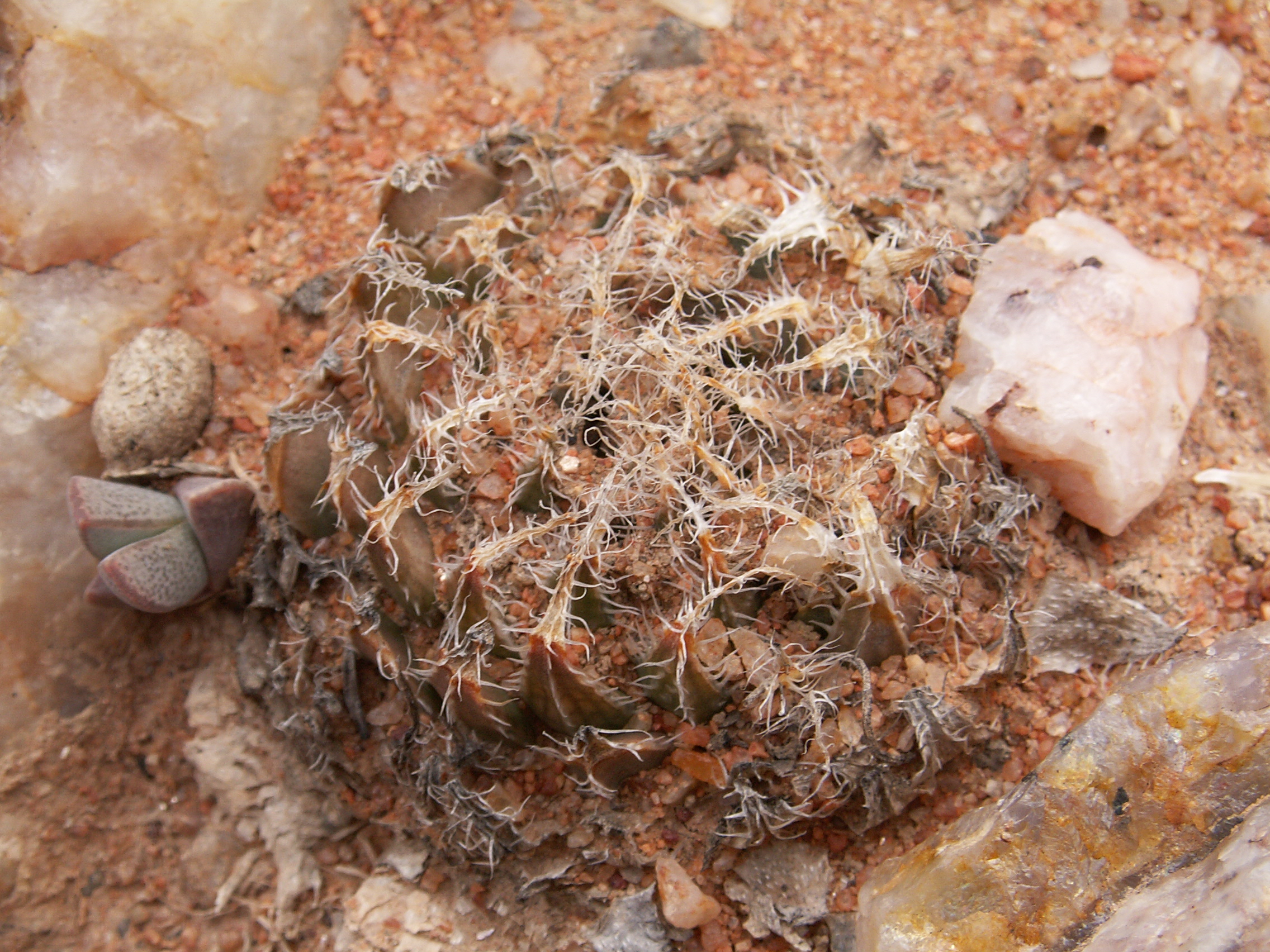
Haworthia arachnoidea var. namaquensis
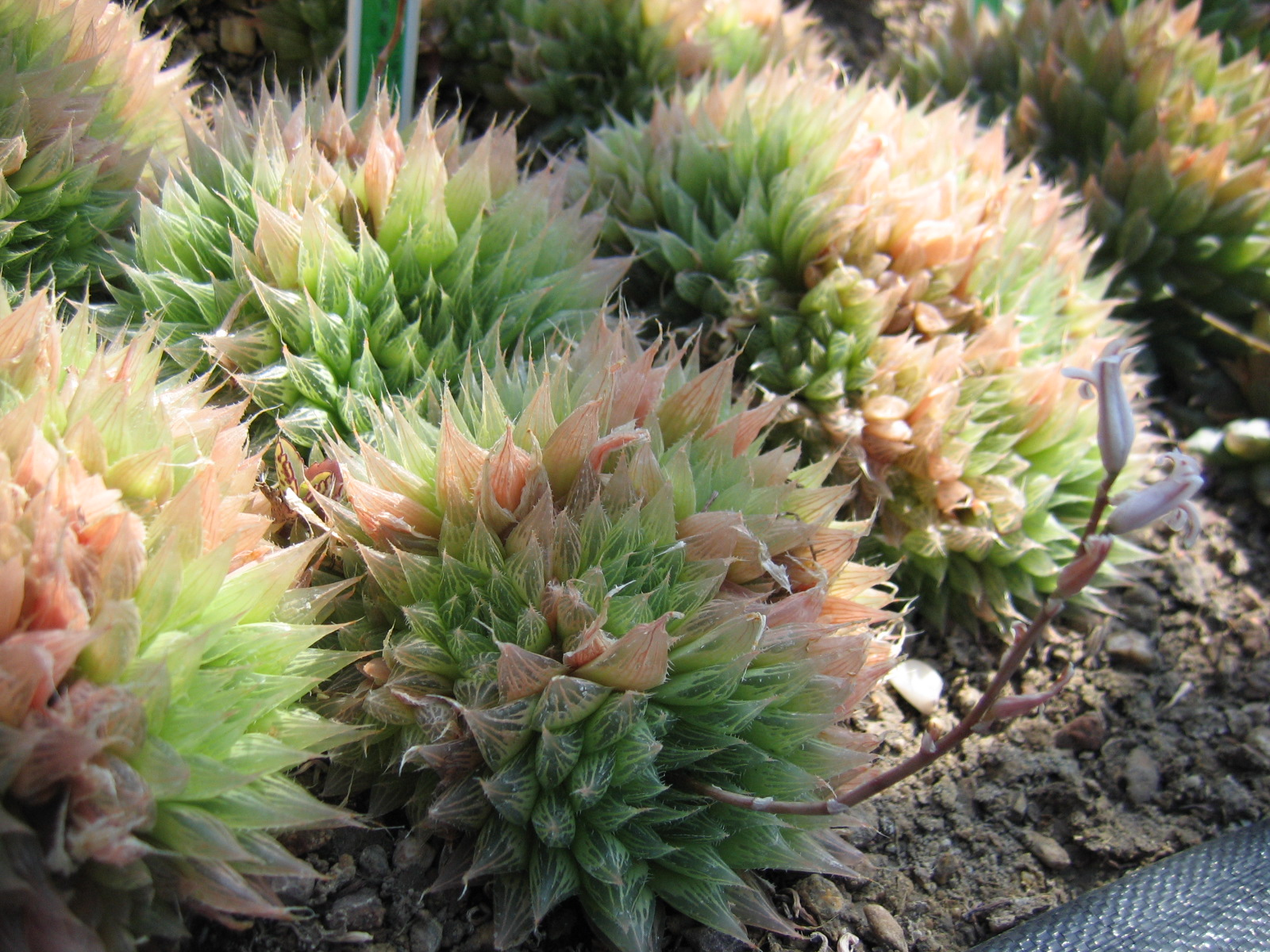
Haworthia cooperi var. pilifera
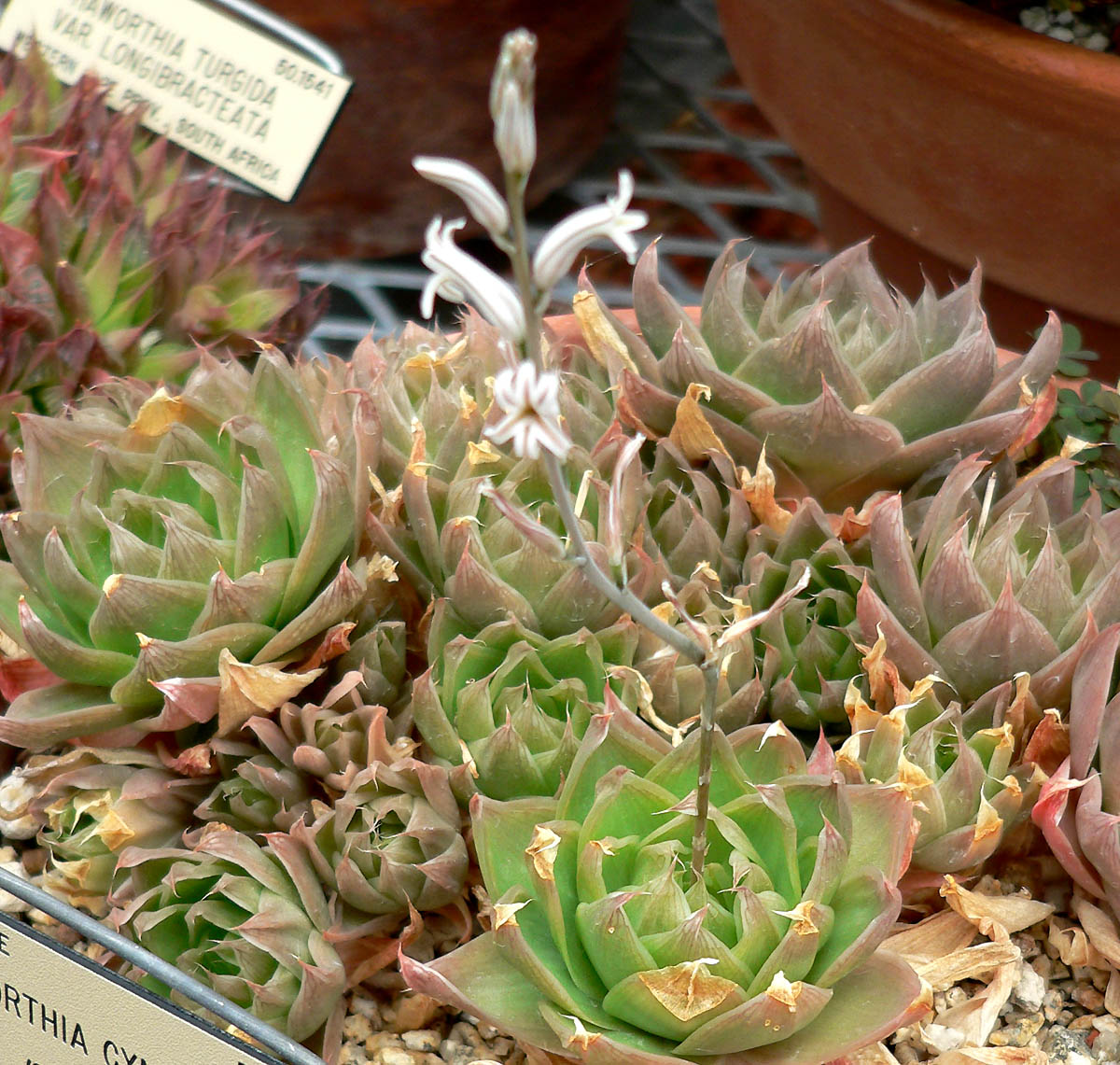
Haworthia cymbiformis
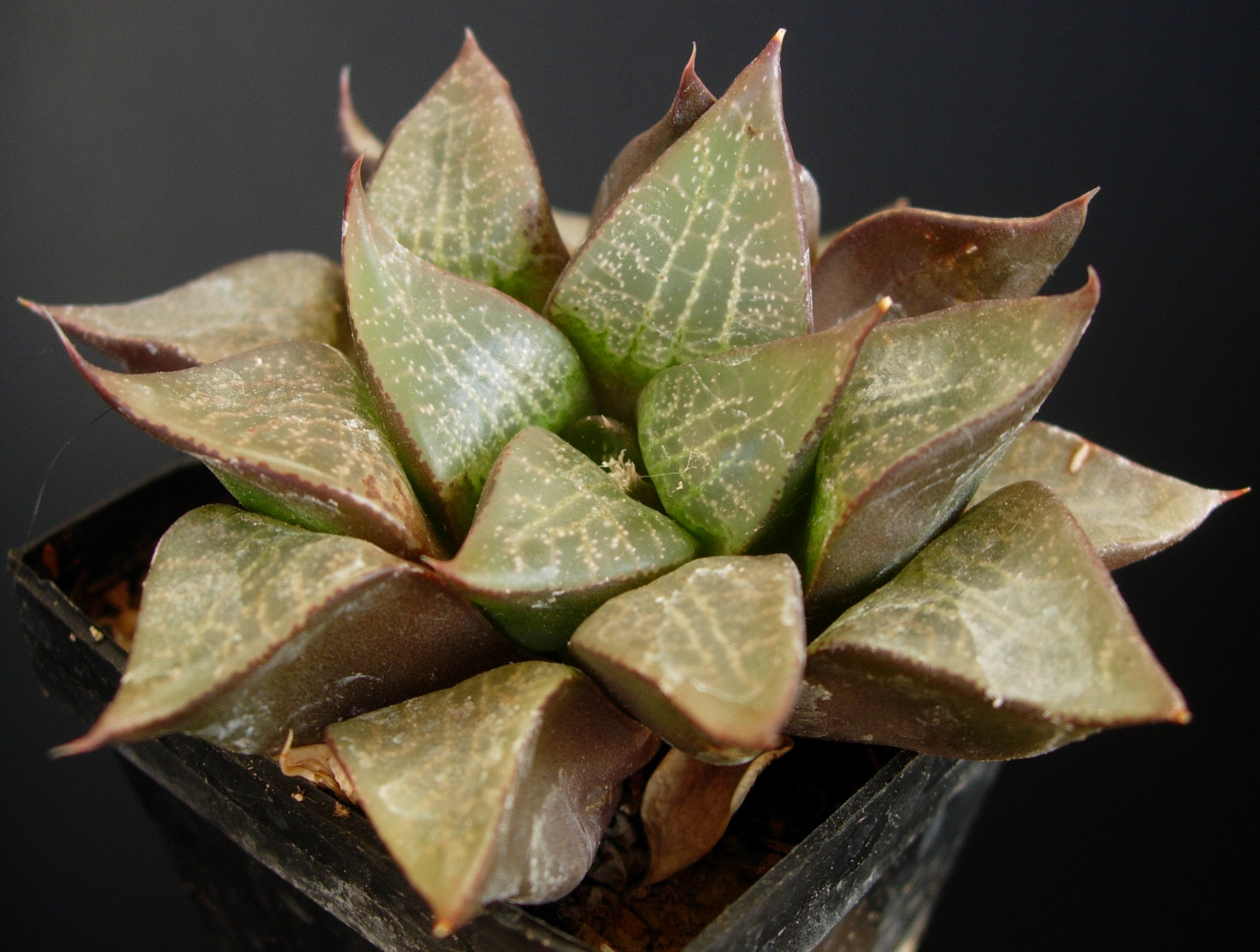
Haworthia emelyae var. comptoniana
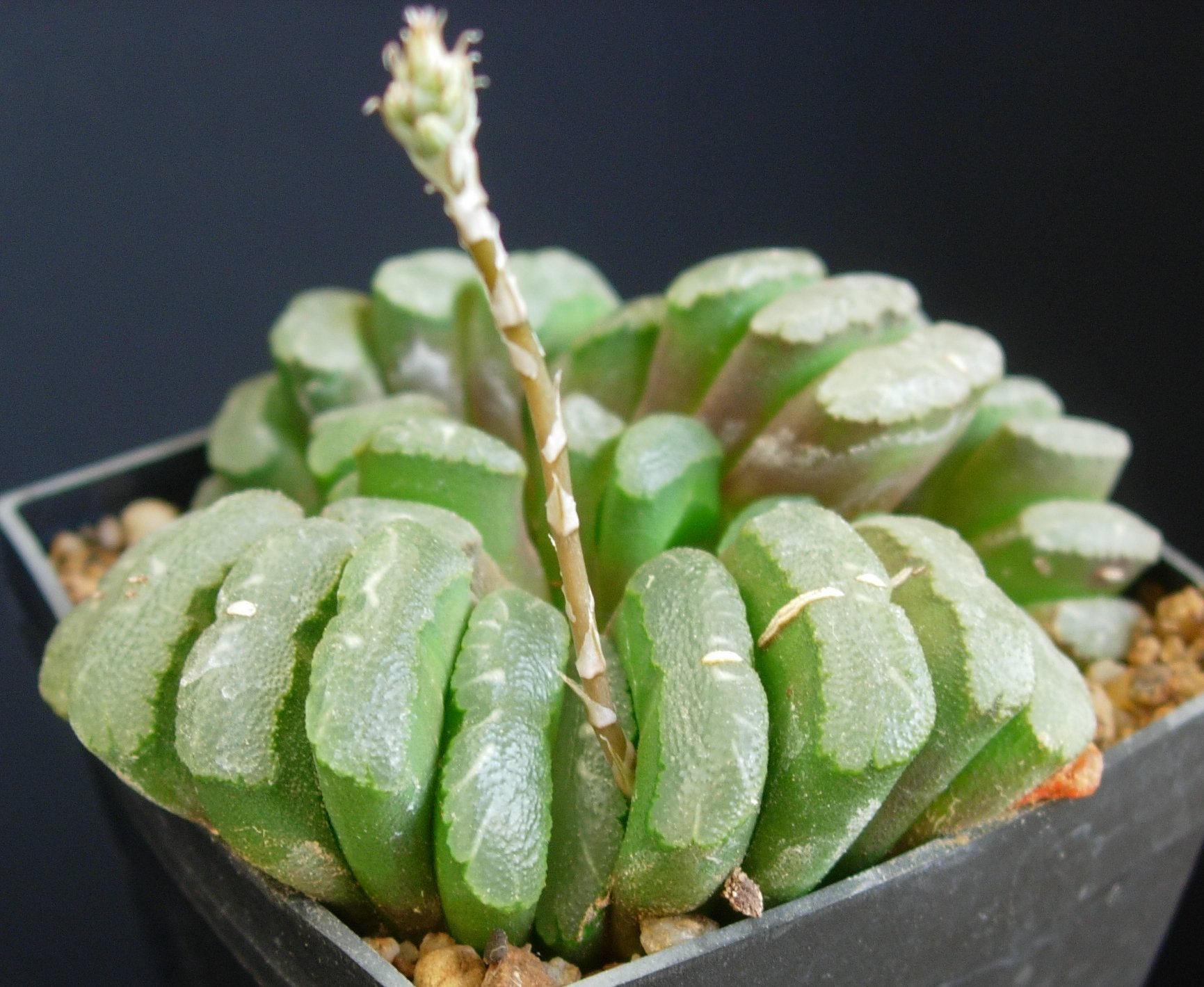
Haworthia truncata